# Afacerea Jimbolia
Afacerea Jimbolia a presupus încălcarea embargoului din anii 1990, impus de ONU asupra Iugoslaviei.
Trei dintre firmele implicate în contrabanda cu carburanți au beneficiat de credite astronomice de la Bancorex: Tracia International SA - 12.544.140 USD, Silvesta SRL - 21.109.369 USD și General Trading & Investments Co SA (GTI) - 22.148.708 USD.
Afacerea Jimbolia a fost derulată sub protecția SRI, fiind implicați ofițeri de informații din Prahova și din Banat.
Combustibilul provenea din rafinăriile de pe Valea Prahovei și era transportat în vagoane-cisternă la Timișoara.
Pe documente se trecea ca destinație proximă Gara Jimbolia, unde ar fi trebuit depozitat, dar Jimbolia nu dispunea de depozite de carburanți.
Noaptea, o locomotivă tracta garniturile la Kikinda, unde erau golite rapid și se întorceau în România.
Un personaj central al afacerii Jimbolia a fost Ionel Bara, fost ofițer de armată care a acționat împreună cu doi italieni - Angelo Lonardoni și Caiumi Serafimo, foști membri ai temutei organizații Propaganda Due, condusă de faimosul mafiot Licio Gelli.
În filiera de contrabandă au mai fost implicați Mataragiu Costi, șef de zonă SRI Banat, Petrea Vasile, șef serviciu SRI Timiș, și colonelul Dumitru Ogasanu de la SRI Bihor.
În afacere a fost implicat și Virgil Măgureanu, fostul director al instituției.
De asemenea au mai fost implicați generalii Victor Marcu, adjunctul directorului SRI și Constantin Grigoriu Dan, acesta din urmă fiind și arestat pentru că a fost surprins în flagrant, în timp ce căra o garnitură de cisterne de benzină fără acte.